# Memorial Puente Bulnes
El Memorial Puente Bulnes es un espacio que conmemora a las víctimas de violaciones a los derechos humanos ocurridas en el Puente General Bulnes, durante los primeros meses de la dictadura militar en Chile, luego del Golpe de Estado encabezado por Augusto Pinochet. Este se encuentra ubicado en el Parque de los Reyes, a la entrada del puente que cruza el río Mapocho, en la comuna de Santiago. El lugar funcionó como espacio de fusilamientos ilegales y botadero de cadáveres. 
El espacio memorial está conformado por tres elementos: la Plaza Juan Alsina que funciona también como capilla, el Muro del MOAC y el Muro de la Memoria. Cercano al lugar, en el mismo Parque, se encuentra la Plaza de los Derechos Humanos y el Centro Cultural la Perrera. Enfrente se ubica la Población Centenario, originalmente de Carabineros.

## Plaza Juan Alsina

### Antecedentes

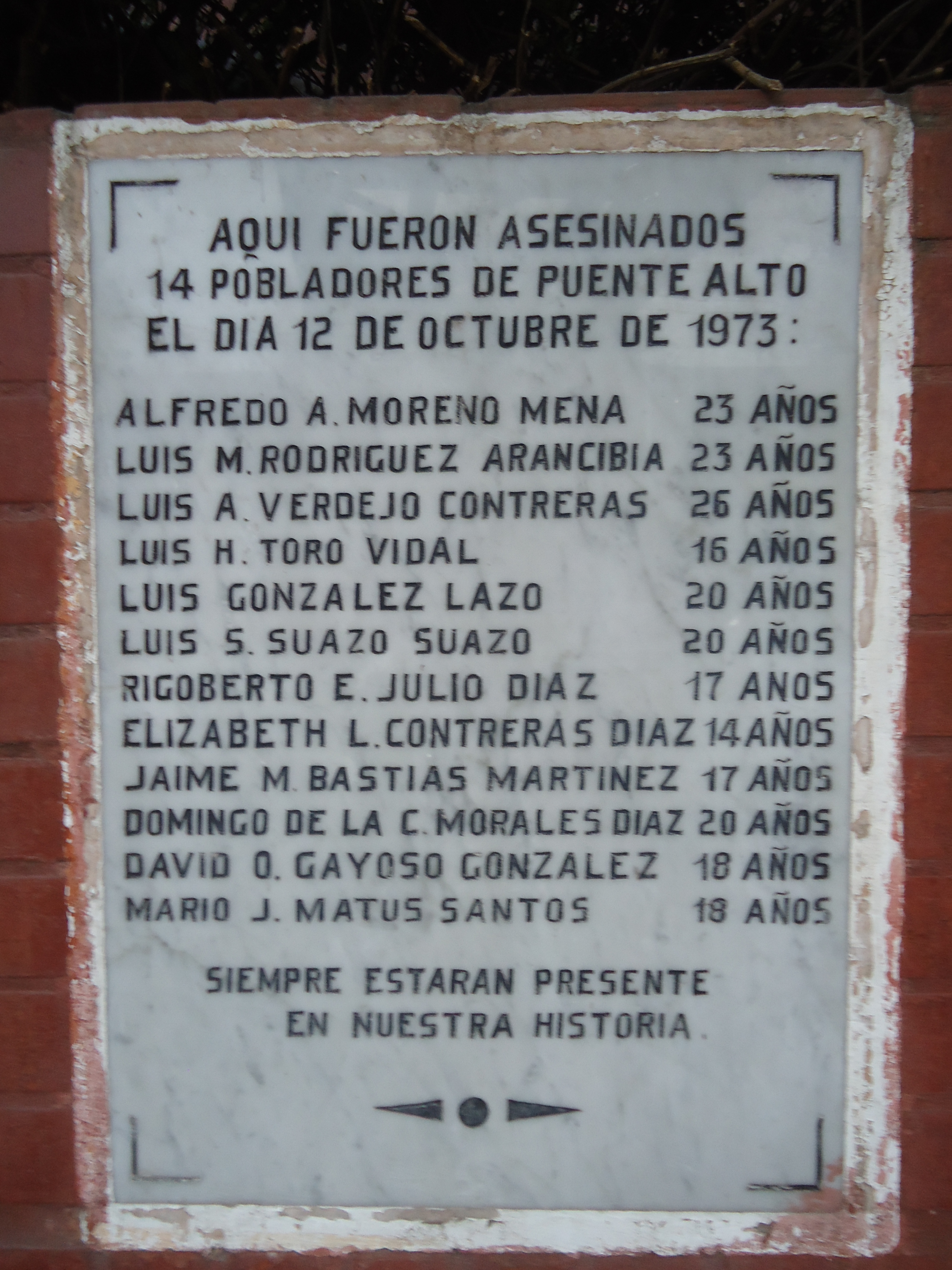
Placa que recuerda a pobladores de Puente Alto ejecutados en el Puente Bulnes.

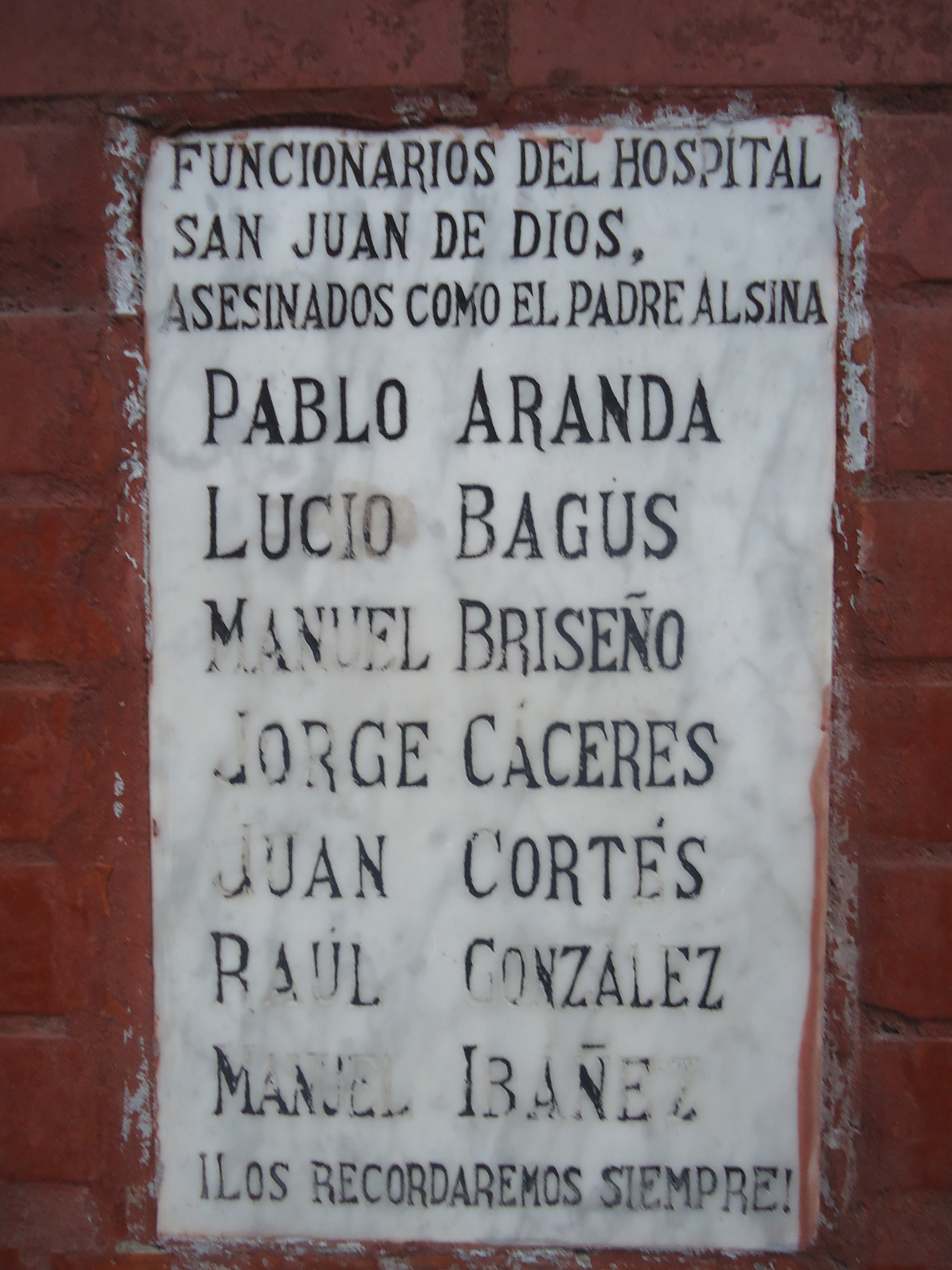
Ejecutados políticos del Hospital San Juan de Dios martirizados en el Puente Bulnes.

La Plaza conmemora al sacerdote catalán Juan Alsina, fusilado en el Puente el 19 de septiembre de 1973, tras ser detenido junto a compañeros de trabajo del Hospital San Juan de Dios por efectivos militares del Regimiento Yungay. Este regimiento tenía tomada la Quinta Normal y el Internado Nacional Barros Arana, ambos ubicados en el mismo sector de la ciudad. El sacerdote fue detenido en uno de los tres operativos que se efectuaron entre el 15 de septiembre y 19 de septiembre de 1973 en el Hospital San Juan de Dios. Entre ellos se encontraba un médico, funcionarios y estudiantes de medicina de la Universidad de Chile. De estas detenciones sólo sobrevivió la doctora Adriana Ducós. Alsina, luego de ser detenido fue llevado al Instituto Nacional Barros Arana y luego fusilado en el Puente. Su cuerpo fue encontrado en el Servicio Médico Legal. Otros detenidos fueron llevados a un sitio eriazo de calle San Pablo, siendo posteriormente ejecutados o desaparecidos, salvo una persona que fue liberada.  En su momento la Junta de Gobierno emitió un comunicado oficial a España y a su familia, indicando que Alsina había muerto en un enfrentamiento armado.
La plaza conmemora también a otro grupo de víctimas mediante una placa. Se trata de un grupo de 14 personas de la comuna de Puente Alto fusiladas el 12 de octubre de 1973 en el lugar. La placa fue instalada en abril de 2001 por Luis González, único sobreviviente de la matanza, y un familiar de uno de los ejecutados. Según recuerda González, originalmente les dijeron que serían llevados al Estadio Nacional, sin embargo los llevaron al río Mapocho a la altura del Puente para fusilarlos.
Los Informes Rettig y de la CNRR, junto al estudio realizado por John Dinges, además, identifican que varios militantes del GAP (Grupo de Amigos Personales de Allende) fueron fusilados en los días siguientes al Golpe Militar en el Puente Bulnes. El estudio de Dingues indica que son ocho personas en total, y en varios casos fueron ejecutados en la misma fecha que Alsina. Sin embargo, ninguna placa los recuerda en el lugar. Su memoria está fijada al lugar en que fueron detenidos, el edificio de la Intendencia a un costado de la Moneda. El Informe Rettig también da cuenta de otros grupos de personas cuyos cuerpos aparecen muertos en el Puente Bulnes. Se trata de siete detenidos en operativos de los días 21, 22 y 23 de septiembre de 1973 en la población Nueva Matucana. Este grupo, a pesar de que sus domicilios originales están ubicados en las cercanías del Puente, tampoco tienen una recordación en el lugar.
En total, al menos 56 personas habrían sido fusiladas o sus cuerpos fueron arrojados en el sector del Puente Bulnes.

### Origen de la obra

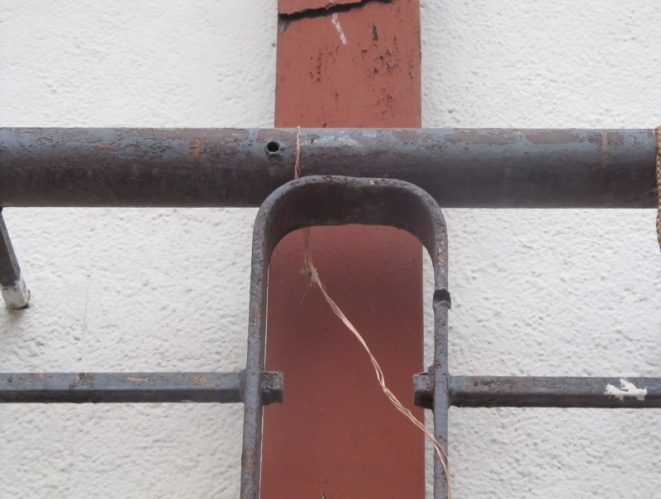
Parte de la cruz del altar, Memorial Juan Alsina

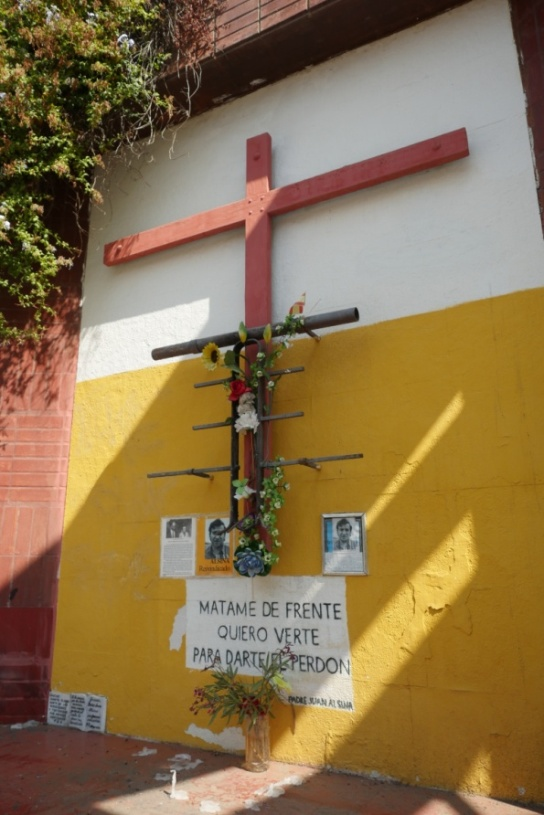
Cruz del altar. Memorial Juan Alsina

La plaza forma parte de las obras realizadas por el MOP en 1995 para el mejoramiento vial de la zona, recogiendo la preexistencia del espacio de memoria a Alsina que se encontraba en el lugar desde hacía unos años previos. El diseño de la plaza lo realizó Claudio Di Girólamo, quien planteó el concepto de capilla abierta para Santiago. En la ceremonia de inauguración participó la hermana de Alsina, quien llevó un Olivo, uno de los árboles que se encuentran presente en este espacio. 

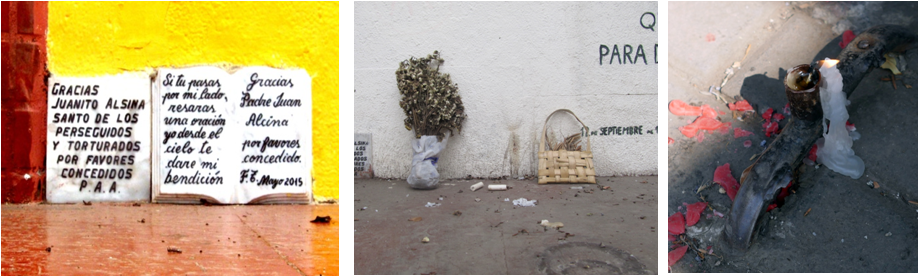
Placas en el Memorial Juan Alsina

La cruz ubicada en el sector del altar de la plaza es de madera y sobre ella se ubicó un pedazo de la reja original del puente donde fue fusilado el padre Alsina. Los fierros presentan los orificios dejados por las balas que habrían atravesado el cuerpo de Alsina. El altar tiene una inscripción que dice “Mátame de frente, que quiero verte para darte el perdón. Padre Joan Alsina. 19 de septiembre de 1973.” Esta frase le da el sentido conmemorativo al lugar. Se trata de las palabras que habría dicho Alsina a su ejecutor en el momento previo a su fusilamiento, según confesó el mismo hechor,  Nelson Bañados. La confesión de Bañados fue lograda en 1989 por el sacerdote catalán Miguel Jordá, amigo de Alsina, luego de una larga investigación que dio con el asesino. En esa confesión, Bañados contó que Alsina le pidió que no le vendara la vista, para verlo y darle el perdón por lo que estaba haciendo. El militar a cargo de la operación fue Mario Caravés Silva. El gesto de perdón de Alsina fue interpretado por la comunidad cristiana como un gesto de profundo sentido cristiano de sacrificio por el pueblo, y que inspira a quienes conmemoran la Pascua de Juan cada septiembre.
Posterior a la confesión de Bañados, gracias a la entrevista grabada por Jordá, se pudo establecer la verdad de los acontecimientos, y llevar adelante un juicio.
En 1992 la Justicia emitió un fallo definitivo que dictamino el sobreseimiento del crimen a causa de la muerte de Bañados, quien se suicidó, y por la ley de amnistía aplicada a Caravés. Jordá habría quedado conforme con el resultado puesto que el perseguía la verdad y no el castigo, en la medida que tanto Juan como su familia ya habían perdonado a los culpables.

Sin embargo, el fallo de tribunales no tuvo ninguna repercusión pública, situación que motivó a Jordá a considerar otras acciones a fin reivindicar públicamente la verdad de los hechos y dar a conocer el testimonio de sacrificio del sacerdote Alsina. Para ello, Jordá realizó un vía crucis cargando una cruz recorriendo las calles por las cuales Juan Alsina transitó por última vez el día de su muerte, saliendo desde el Hospital San Juan de Dios, pasando por el INBA y terminando en el Puente Bulnes.
"El objetivo era hacer un homenaje a Juan y dar a conocer y difundir el Fallo que demostraba la inocencia de Juan, y que limpiaba su honra" (Jordá: 2001: p. 35)
Ese mismo día se ubicó también una placa con la inscripción “Aquí fue martirizado el P. Juan Alsina, Cura Obrero del Hospital San Juan de Dios, el 19 de septiembre de 1973”, la cual al tiempo habría sido sacada reapareciendo 10 años después en el lugar. Por su parte, sobre el puente se instaló una placa que señala el lugar exacto en que Alsina fue asesinado. 
A partir de ese momento, el lugar pasó a ser por un tiempo, lugar del Vía Crucis para las comunidades de la Zona Sur y Oeste de Santiago. En la actualidad se sigue haciendo la misa anual de la Pascua de Juan en septiembre.

### Conmemoración
En el memorial se celebra anualmente una misa el domingo posterior al 19 de septiembre, día del asesinato de Juan Alsina. Esta es dirigida por sacerdotes vinculados a parroquias populares. Hasta hace pocos años era dirigida por Miguel Jordá. Actualmente es dirigida por Manuel Pino. 

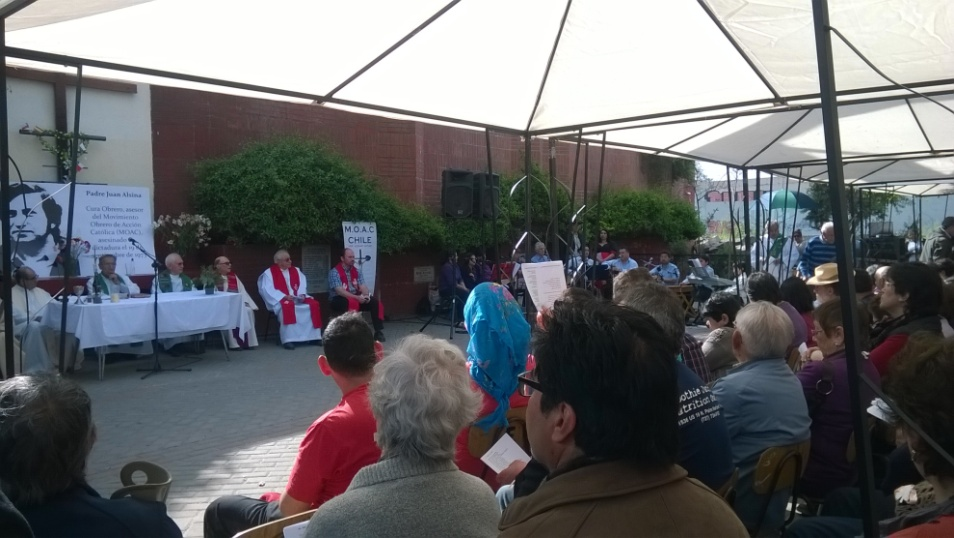
Conmemoración en Plaza Juan Alsina, 2015

Las misas se han dedicado también a otros sacerdotes como Pierre Dubois, Alfonso Baeza, Antonio Llidó, André Jarlán, Miguel Woodward, Gerardo Poblete, Wilfredo Alarcón, Óscar Romero, sacerdotes vinculados a la lucha por los pobres y los derechos humanos.

## Mural del MOAC
El Mural del MOAC es una obra en conmemoración a Alsina, que representa la imagen de un Cristo arrastrado por las aguas del Mapocho, el fusilamiento de Alsina y la acción de personas rescatando cuerpos del río. Tiene también inscrita la frase que consagra la Pascua de Juan “Mátame de frente porque quiero verte para darte el perdón”. Este fue pintado originalmente por una de las Unidades Muralistas Camilo Torres, en conjunto con el Movimiento Obrero de Acción Católica, MOAC, en septiembre de 1999. El autor del mural, Luis Henríquez de seudónimo Mico, es un dibujante y muralista. 

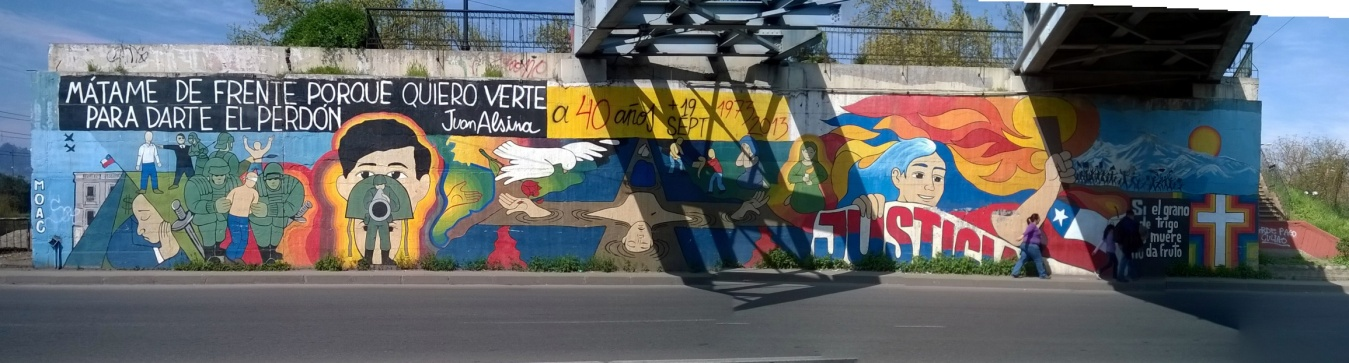
Fotografía de mural del MOAC en el Puente Bulnes

El objetivo del mural pretende graficar como fue la muerte del Joan Alsina, bajo una perspectiva de esperanza, justicia, y no solamente de martirio.
El mural tiene inscrita también otra frase que da cuenta del sentido conmemorativo del lugar a Alsina: “Si el grano de trigo no muere no da frutos”. La frase pertenece a un pasaje de evangelio de San Juan. Días antes de su muerte, Alsina escribió este pasaje en su diario. Jordá menciona que esta frase testimonia la muerte de Alsina como un sacrificio realizado por la liberación del pueblo, como también habría hecho Jesús.

## Muro de la Memoria

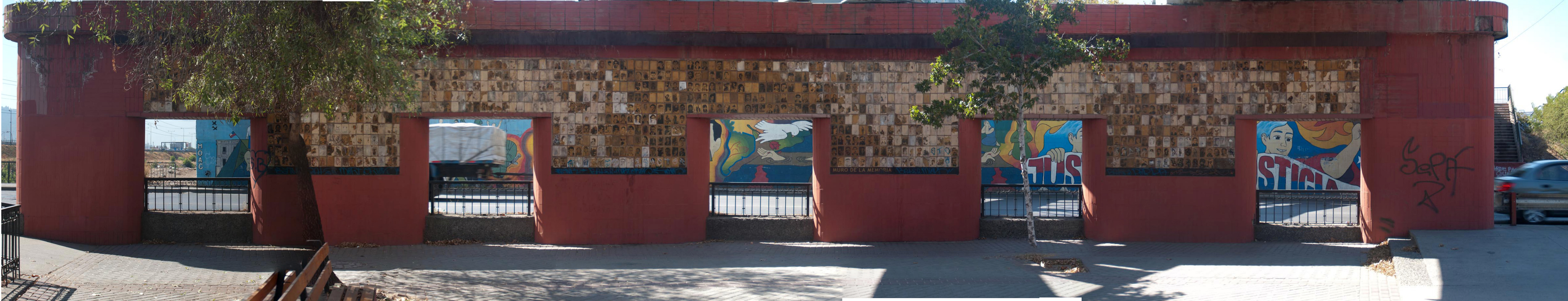
Muro de la Memoria. Memorial Juan Alsina, en Puente Bulnes

El Muro de la Memoria es obra de los artistas Claudio Pérez, Rodrigo Gómez y Luis Acosta. Se inauguró en 2001, y consiste en la reproducción de más de 950 fotografías de los detenidos desaparecidos de la dictadura. Dado que muchas personas no tenían un registro fotográfico en los archivos de las organizaciones de DDHH, los artistas llevaron adelante un trabajo recopilatorio a lo largo del país. Este trabajo se encuentra relatado en el documental chileno “La Ciudad de los Fotógrafos” (2006), de Sebastián Moreno. Las fotografías fueron grabadas en placas de cerámica de un tamaño 10x15 centímetros en color sepia.
La obra se gestó originalmente, para ser ubicada en un muro externo de la Catedral de Santiago. Esta idea nació de la observación que realizó Pérez en Italia de un muro de fotografías de víctimas del fascismo, instalada en las afueras de una iglesia. Sin embargo, cuando el llevó el proyecto a la Catedral de Santiago, no se autorizó la instalación de la obra. Como el trabajo ya estaba por concluirse, el autor comenzó a realizar gestiones para ubicarla en otro lugar público del centro de la ciudad. Primero se consideró la Plaza Italia, pero tampoco fue autorizado por las autoridades. La alcaldía de la época recomendó ubicarlo en el Puente Bulnes, asunto que terminó por concretarse.
Desde 2012 Claudio Pérez comenzó a registrar el abandono y deterioro del muro. El registro dio lugar a Necrosis, una exposición el año 2015 en el Centro Cultural La Perrera, ubicado a metros del memorial.
Necrosis buscaba problematizar el estado de deterioro del Muro de la Memoria realizando una analogía con el proceso de desaparición de las identidades de las personas retratadas en sus más de 950 fotografías. La exhibición incluía los materiales documentales que participaron de la creación del muro, incluyendo archivadores con las fotografías, croquis del muro y un registro audiovisual de los encuentros con los familiares en el proceso de búsqueda de las mismas.